# Altemar Henrique de Oliveira
Altemar Henrique de Oliveira, mais conhecido como Alt (Ipatinga, 15 de abril de 1967) é um administrador, educador, historiador, cartunista, chargista e caricaturista brasileiro.

## Biografia
O artista graduou-se em história na cidade de Caratinga e, depois, em administração, em Brasília.
Suas primeiras obras publicadas foram as tirinhas de Zé, um Subdesenvolvido para o jornal Diário do Aço, de sua cidade natal. Trabalhou como chargista e caricaturista do jornal Diário do Rio Doce – Edição Vale do Aço nos anos 90, ilustrou livros infantis e publicou obras de quadrinhos didáticos como Zé Matutando sobre Cultura e Arte de Viver e O Negro Conta a Sua História. Mais recentemente publicou na revista Justilex, especializada em assuntos jurídicos, os quadrinhos dos personagens Canastrão & Bonfim.
Trabalhou também como editor da Revista COFI - Correio Filatélico, publicação especializada em filatelia e colecionismo.